# Way to Rio
Way to Rio è un brano musicale cantato da Tony T, prodotto in collaborazione con Stefy De Cicco, Sciup & D'Asse e Simone Ermacora. È stato anche pubblicato un remix di Stefy De Cicco.